# Ecco un uomo libero!
Ecco un uomo libero! (Enter a Free Man) è un'opera teatrale del drammaturgo britannico Tom Stoppard, che ha debuttato a Londra nel 1968.

## Trama
Per perseguire i suoi sogni impossibili, George mette in imbarazzo la moglie Persephone e la figlia Linda con il suo comportamento inappropriato e spesso inopportuno. Dopo essersi convinto di aver avuto una brillante idea per fare affari di successo, George si fa prestare soldi dalla figlia, ma finisce per spenderli tutti al pub invece che per il suo business. Mentre Linda cerca la propria indipendenza dai genitori, George minaccia di abbandonare la famiglia. Dopo un ennesimo fallimento, George si rende contro che la situazione attuale, per quanto mediocre, sia la migliore che gli possa capitare e, come lui, neanche gli altri personaggi riescono a realizzare le proprie ambizioni.

## Rappresentazioni
Il debutto è avvenuto il 28 marzo 1968 al St Martin's Theatre di Londra, regia di Frith Banbury, con Michael Hordern nella parte del protagonista.
La prima italiana è stata il 17 novembre 2002 al Teatro Pasolini di Cervignano del Friuli, regia di Francesco Macedonio, con Paolo Ferrari (George), Ariella Reggio (Persephone), Maria Paiato (Linda).